# Вейнберг, Всеволод Борисович
Все́волод Бори́сович Ве́йнберг (1907, Санкт-Петербург — 1981, Ленинград) — советский инженер-теплотехник, доктор технических наук (1956), профессор. Лауреат Сталинской премии (1949).
Основные труды в области световолоконной оптики.

## Биография
Сын известного физика, создателя сибирской школы физики твёрдого тела Бориса Петровича Вейнберга, внук поэта Петра Исаевича Вейнберга.
В 1930-х годах — старший инженер Подотдела гелиотехники Ленинградского областного научно-исследовательского теплотехнического института.
В 1933—1936 годах совместно с отцом занимался разработкой методов инженерного расчёта солнечных установок, создал опытные конструкции регенеративного солнечного опреснителя с многокорпусной испарительной батареей.
За разработку оптической системы наблюдения за технологическими процессами на заводах «А» и «Б» комбината № 817 (предприятия, занимавшегося радиохимическим выделением плутония для первой советской ядерной бомбы) в 1949 году секретными указами правительства был награждён орденом Трудового Красного Знамени и Сталинской премией II степени.
В 1956 году защитил докторскую диссертацию в Государственном оптическом институте.
Умер в 1981 году. Похоронен на кладбище Санкт-Петербургского крематория.

## Семья
Троюродный брат — поэт Георгий Адамович.
Дочь — доктор-физико-математических наук Галя Всеволодовна Островская. Сын — судостроитель, спортсмен Виктор Всеволодович Вейнберг, один из постоянных авторов журнала «Катера и яхты».

## Награды и премии
- орден Трудового Красного Знамени (29.10.1949)
- Сталинская премия второй степени (1949) — за разработку оптической системы наблюдения за технологическими процессами на заводах «А» и «Б» комбината № 817.

## Монографии
- Маскировочный светильник наружного освещения (совместно с А. А. Гершуном). Москва, 1943.
- Зеркала, концентрирующие солнечные лучи. Москва: Оборонгиз, 1954.
- Оптика в установках для использования солнечной энергии. Москва: Оборонгиз, 1959.
- Поворот изображения в системах широкого обзора при неподвижном наблюдателе (с Н. М. Дульневой и В. Л. Яковенко). Ленинград: ОНТИ ГОИ, 1959.
- Оптика световодов (совместно с Д. К. Саттаровым). Ленинград: Машиностроение, Ленинградское отделение, 1969; второе, дополненное издание — 1977.
- Волоконная оптика в авиационной и ракетной технике (с Ю. В. Рожденственским и Д. К. Саттаровым). Москва: Машиностроение, 1977.